# برادران (فیلم ۲۰۱۵)
برادران (انگلیسی: Brothers) یک فیلم سینمایی هندی در ژانر فیلم ورزشی و درام محصول سال ۲۰۱۵ به کارگردانی کاران مالوترا با بازی آکشی کومار، سیدهارث مالهورترا، ژاکلین فرناندز، جکی شروف، اشوتوش رانا، شفالی شاه، کارینا کاپور، کولبوشان کارباندا، کیران کومار و راجندرانات زوتشی است.
این فیلم بازسازی رسمی یک فیلم سینمایی آمریکایی بنام مبارز (فیلم ۲۰۱۱) می‌باشد.

## داستان
گری فرناندز (جکی شروف) یک مربی بوکس و فردی معتاد به الکل است. او دو فرزند دارد که اولی دیوید (آکشی کومار) نام دارد و از همسر قانونی اوست و دیگری مونتی (سیدهارث مالهورترا) از زنی دیگر است که همسرش پذیرفته‌است تا از او هم نگهداری کند روزی گری در حالت مستی به خانه می‌آید و پس از بحث با همسرش ماریا (شفالی شاه) او را به‌طور غیرعمد به قتل می‌رساند. گری به زندان می‌رود و از آن پس سرنوشت این دو برادر دست‌خوش تغییر می‌شود حالا دیوید از پدرش متنفر است ولی مونتی همراه او زندگی می‌کند. پس از سال‌ها هردوی آن‌ها در یک مسابقه بوکس شرکت می‌کنند و حالا باید رو در روی یکدیگر قرار بگیرند …